# Adriaen van Overbeke

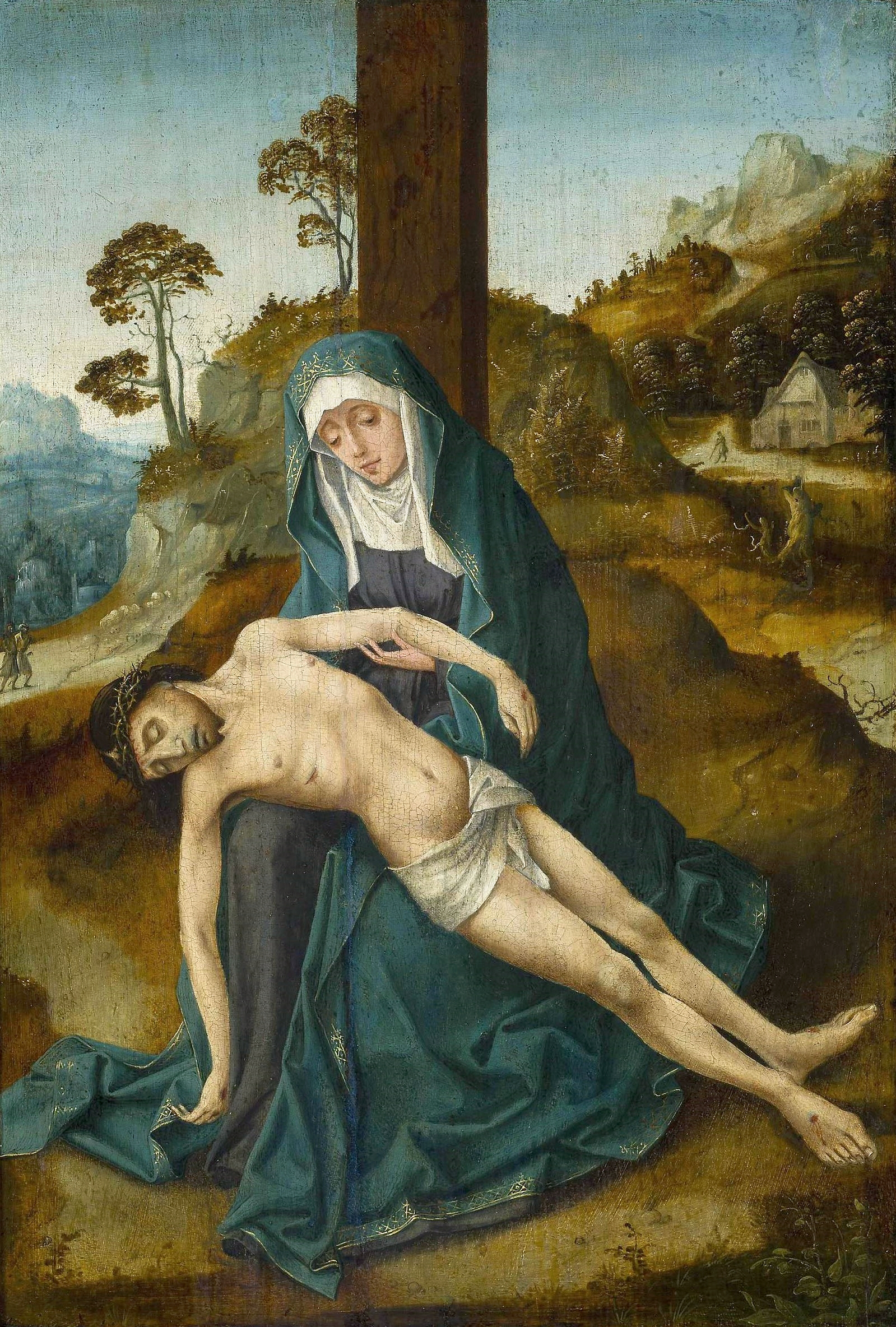
Piëta, ca. 1510, Nationaal Museum van Warschau

Adriaen van Overbeke was een Brabants kunstschilder die werkte in de stijl van het Antwerps maniërisme en werkzaam was in Antwerpen vanaf 1508 tot 1513.  Hij werd als vrijmeester vermeld in de liggeren van de Antwerpse Sint-Lucasgilde vanaf 1508. Van Overbeke woonde in het "Schylt van Engeland" in de Keizerstraat in Antwerpen. Tussen 1513 en 1529 voerde hij gedocumenteerde opdrachten uit voor retabels in Kempen in (Noord-Rijnland-Westfalen).  In 1522 had hij twee leerlingen. Na 1529 wordt hij niet meer vermeld in de archieven.
In recent onderzoek werd deze meester geassocieerd met de Meester van de Antwerpse Kruisiging.
Hij schildert bijzonder tengere, lange figuren. De gelaatstrekken zijn weinig gekarakteriseerd. Het gelaat is ook vrij langwerpig en wordt vaak nog verlengd met een baard. Zijn werk doet nog sterk gotisch aan en voegrenaissancistische elementen ontbreken.
Naast het drieluik met de Kruisiging in de kapel van het Maagdenhuis in Antwerpen, is het St.-Annaretabel in de Propsteikirche in Kempen van zijn hand. Eveneens in Kempen werd er in 1529 een St.-Jozefretabel besteld maar dat is niet bewaard gebleven.

## Weblinks
- (nl)  Afbeelding van de Calvarievoorstelling met de kruisdraging en de opstanding van Christus KIK-IRPA
- (nl)  Biografische gegevens op RKD-Nederlands Instituut voor Kunstgeschiedenis.[6]

- Gemeinsame Normdatei: 120088711
- RKD-Nederlands Instituut voor Kunstgeschiedenis: 61298
- Union List of Artist Names: 500323565
- Virtual International Authority File: 305191345